# Ostrovec
Ostrovec é uma comuna checa localizada na região da Boêmia do Sul, distrito de Písek.